# Bălcești
Balcesti là một xã thuộc hạt Vâlcea, România. Dân số thời điểm năm 2002 là 5785 người.